# Coppa Europa di lanci 2022
La Coppa Europa di lanci 2022 è stata la XXI edizione della Coppa Europa di lanci, disputatasi il 12 e 13 marzo a Leiria, in Portogallo.
Alla manifestazione non hanno preso parte atleti russi e bielorussi a causa delle sanzioni imposte ai due Paesi dalla European Athletics e dal Comitato Olimpico Internazionale in seguito all'invasione russa dell'Ucraina.

## Risultati

### Uomini
| Gara                   | Oro             | Misura  | Argento           | Misura  | Bronzo           | Misura  |
| ---------------------- | --------------- | ------- | ----------------- | ------- | ---------------- | ------- |
| Getto del peso         | Zane Weir       | 21,99 m | Nick Ponzio       | 21,83 m | Marcus Thomsen   | 20,63 m |
| Lancio del disco       | Kristjan Ceh    | 66,11 m | Daniel Ståhl      | 65,95 m | Simon Pettersson | 63,80 m |
| Lancio del martello    | Bence Halász    | 76,69 m | Javier Cienfuegos | 75,59 m | Ragnar Carlsson  | 75,26 m |
| Lancio del giavellotto | Alexandru Novac | 80,49 m | Patriks Gailums   | 79,49 m | Roberto Orlando  | 78,19 m |

### Donne
| Gara                   | Oro                 | Misura  | Argento            | Misura  | Bronzo           | Misura  |
| ---------------------- | ------------------- | ------- | ------------------ | ------- | ---------------- | ------- |
| Getto del peso         | Auriol Dongmo       | 19,68 m | Jessica Schilder   | 18,89 m | Fanny Roos       | 18,64 m |
| Lancio del disco       | Daisy Osakue        | 61,56 m | Lisa Brix Pedersen | 61,23 m | Liliana Cá       | 60,74 m |
| Lancio del martello    | Alexandra Tavernier | 70,13 m | Laura Redondo      | 69,72 m | Sara Fantini     | 69,60 m |
| Lancio del giavellotto | Lina Muze           | 58,12 m | Victoria Hudson    | 57,64 m | Marija Vučenović | 57,26 m |

### Uomini under 23
| Gara                   | Oro                  | Misura  | Argento          | Misura  | Bronzo           | Misura  |
| ---------------------- | -------------------- | ------- | ---------------- | ------- | ---------------- | ------- |
| Getto del peso         | Alperen Karahan      | 19,81 m | Muhamet Ramadani | 18,60 m | Mattijs Mols     | 18,56 m |
| Lancio del disco       | Martynas Alenka      | 58,09 m | Osman Kul        | 55,61 m | Ruben Rolvink    | 55,20 m |
| Lancio del martello    | Mychajlo Kochan      | 74,59 m | Merlin Hummel    | 71,73 m | Giorgio Olivieri | 70,84 m |
| Lancio del giavellotto | Teura'itera'i Tupaia | 77,21 m | Leandro Ramos    | 76,48 m | György Herczeg   | 74,87 m |

### Donne under 23
| Gara                   | Oro                  | Misura  | Argento              | Misura  | Bronzo                | Misura  |
| ---------------------- | -------------------- | ------- | -------------------- | ------- | --------------------- | ------- |
| Getto del peso         | Pinar Akoyl          | 16,30 m | Amanda Ngandu-Ntumba | 15,93 m | Jule Steuer           | 15,81 m |
| Lancio del disco       | Amanda Ngandu-Ntumba | 55,38 m | Alida van Daalen     | 55,02 m | Antonia Kinzel        | 54,74 m |
| Lancio del martello    | Ewa Różańska         | 67,24 m | Charlotte Payne      | 66,72 m | Elísabet Rúnarsdóttir | 64,20 m |
| Lancio del giavellotto | Adriana Vilagoš      | 60,72 m | Kaja Peterson        | 58,44 m | Julia Valtanen        | 54,10 m |

Legenda:  record mondiale;  record mondiale stagionale;  record europeo;  record europeo stagionale;  record dei campionati;  record nazionale;  record personale;  record personale stagionale.

## Medagliere
| Posiz. | Nazione       | Oro | Argento | Bronzo | Totale |
| ------ | ------------- | --- | ------- | ------ | ------ |
| 1      | Francia       | 3   | 1       | 0      | 4      |
| 2      | Italia        | 2   | 1       | 3      | 6      |
| 3      | Turchia       | 2   | 1       | 0      | 3      |
| 4      | Portogallo    | 1   | 1       | 1      | 3      |
| 5      | Lettonia      | 1   | 1       | 0      | 2      |
| 6      | Ungheria      | 1   | 0       | 1      | 2      |
| 6      | Serbia        | 1   | 0       | 1      | 2      |
| 8      | Lituania      | 1   | 0       | 0      | 1      |
| 8      | Polonia       | 1   | 0       | 0      | 1      |
| 8      | Romania       | 1   | 0       | 0      | 1      |
| 8      | Slovenia      | 1   | 0       | 0      | 1      |
| 8      | Ucraina       | 1   | 0       | 0      | 1      |
| 13     | Paesi Bassi   | 0   | 2       | 2      | 4      |
| 14     | Spagna        | 0   | 2       | 0      | 2      |
| 15     | Svezia        | 0   | 1       | 3      | 4      |
| 16     | Germania      | 0   | 1       | 2      | 3      |
| 17     | Norvegia      | 0   | 1       | 1      | 2      |
| 18     | Austria       | 0   | 1       | 0      | 1      |
| 18     | Danimarca     | 0   | 1       | 0      | 1      |
| 18     | Gran Bretagna | 0   | 1       | 0      | 1      |
| 18     | Kosovo        | 0   | 1       | 0      | 1      |
| 22     | Finlandia     | 0   | 0       | 1      | 1      |
| 22     | Islanda       | 0   | 0       | 1      | 1      |
| Totale | Totale        | 16  | 16      | 16     | 48     |